# سیمان‌کاری چاه نفت
سیمان‌کاری چاه نفت (انگلیسی: Well cementing) به عملیات تهیه و پمپاژ سیمان در چاه نفت اطلاق می‌گردد. سیمانکاری چاه‌های نفت به منظور نشت بندی فضای بین لوله جداری رانده شده در چاه و سازند حفاری شده، بمنظور مسدود نمودن ناحیه‌ای از سازند که هرزروی گل حفاری اتفاق می‌افتد، برای قرار دادن یک منطقه سخت جهت منحرف نمودن چاه، همچنین مسدودنمایی ناحیه‌ای از مخزن نفت که در فرایند تولید نفت اختلال ایجاد خواهد کرد و نیز با هدف مسدودنمایی و متروکه کردن یک چاه انجام می‌گیرد.
قبل از آن که عملیات سیمانکاری آغاز شود، مهندسین سیمان چاه نفت حجم دوغاب سیمانی را که قرار است در چاه پمپ شود، دقیقاً محاسبه کرده و بسته به عمق چاه و هدف سیمانکاری، نوع سیمان و ترکیب دوغاب سیمان را مشخص می‌نمایند. پس از انجام آزمایش‌های مشخص با توجه به شرایط چاه (به ویژه دما و فشار) بر روی ترکیب مشخص شده، برنامه سیمان تهیه می‌گردد. جهت تهیه و پمپاژ دوغاب سیمان در چاه و انجام عملیات سیمانکاری، از مخلوط کن و پمپ‌هایی خاص که بر روی ماشین ویژه‌ای سوار است، استفاده می‌شود.

## فواید سیمانکاری
1. سیمان چون پوششیلوله جداریرا در بر می گیرد و آن را با سازند پیوند میدهد.
2. سیمان لوله جداری را در مقابل ضربه های ناشی از حفاری سازندهای پایین تر محافظت می کند.
3. سیمان لوله جداری را از خورده شدن توسط آب های معدنی زیر زمینی یا توسط الکترولیز با محیط اطراف محافظت می کند.
4. سیمان مانع از مهاجرت سیال های تحت الارضی از یک سازند به سروکربن ها توسط آب های معدنی زیر زمینی جلوگیری می شود.
5. سیمان جلو از فوران احتمالی مقاطع پر فشار چاه را می گیرد.
6. سیمان مقاطع ضعیف و شکننده چاه را پر کرده و آن ها را مسدود می کند.

## کلاس های سیمان چاه نفت
- کلاس A :در عمق 0-6000 فوت زمانی که به خواص ویژه ای نیاز نیست از این نوع سیمان استفاده می شود.
- کلاس B :در عمق 0-6000 فوت زمانی که مقاومت متوسط به بالا سولفات نیاز است از این نوع سیمان استفاده می شود.
- کلاس C :در عمق 0-6000 فوت زمانی که به مقاومت سریع سیمان نیاز است از این نوع سیمان استفاده می شود.
- کلاس D :در عمق 6000-10000 فوت تحت شرایط فشار و دمای بالا(170-230 °F )از این نوع سیمان استفاده می شود.
- کلاس E :در عمق 10000-14000 فوت تحت شرایط فشار و دمای بالا(230-290 °F )از این نوع سیمان استفاده می شود.
- کلاس F :در عمق 10000-16000 فوت تحت شرایط فشار و دمای بسیار بالااز این نوع سیمان استفاده می شود.
- کلاس G :در عمق 0-8000 فوت با اضافه کردن ریتاردر و اکسیلیتور برای پوشش طیف گسترده ای از عمق و درجه حرارت این نوع سیمان مناسب است.
- کلاس H :در عمق 0-8000 فوت با اضافه کردن ریتاردر و اکسیلیتور برای پوشش طیف گسترده ای از عمق و درجه حرارت این نوع سیمان مناسب است.
- کلاس J :در عمق 12000-16000 فوت تحت شرایط فشار و دمای بسیار بالا میتواند مورد استفاده قرار گیرد یا با ریتاردر و اکسیلیتور ملخلوط شود برای پوشش طیف گسترده ای از عمق و درجه حرارت

لازم به ذکر است در صنعت حفاری ایران از سیمان های کلاس A,G,D,E,F استفاده می شود.